# 眞島秀和
眞島 秀和（ましま ひでかず、1976年11月13日 - ）は、日本の俳優。山形県米沢市出身。ザズウ所属。

## 略歴
山形県立米沢興譲館高等学校卒業。国士舘大学法学部法律学科中退。大学時代に俳優を志すようになった。
1999年の映画『青〜chong〜』でデビュー。転機になった作品として、2007年の『海峡』を挙げている。2019年8月26日、『サウナーマン〜汗か涙かわからない〜』で連続ドラマ初主演｡

## 人物
こだわりすぎない性格。寡黙な印象を持たれがちだが、実際はよく話すタイプ。一人っ子。影響を受けた作品に、『東京ラブストーリー』を挙げている。2020年には、同作のリメイク版に出演。動物が好きで、犬を飼っている。趣味・特技はバスケットボール、スキー、麻雀。妻は雀士の渡辺洋香。2020年11月に行われ、300人が投票に参加した「色気が凄い俳優ランキング」では、斎藤工や伊藤健太郎を抑え1位を獲得した。

## 出演

### 映画

#### 一般映画
- 青〜chong〜（1999年） - 主演・楊大成（ヤン・テソン） 役
- 突入せよ! あさま山荘事件（2002年5月11日）
- 群青の夜の羽毛布（2002年10月5日）
- 少女惨殺スワンズソング（2002年11月9日、監督：笠木望） - 今村刑事 役
- 黄泉がえり（2003年1月18日） - 警備員 役
- わたしのグランパ（2003年4月5日） - マサ 役
- COSMIC RESCUE -The Moonlight Generations-（2003年7月11日）
- 踊る大捜査線 THE MOVIE 2 レインボーブリッジを封鎖せよ!（2003年7月19日） - 警視庁刑事部捜査一課捜査員 役
- 呪怨2（2003年8月23日） - 助監督 役
- ここに、幸あり（2003年8月30日、監督：けんもち聡）
- 美しい夏キリシマ（2003年12月6日） - 浅井少尉 役
- 犬と歩けば チロリとタムラ（2004年5月1日）
- キューティーハニー（2004年5月29日）
- 69 sixty nine（2004年7月10日）
- スウィングガールズ（2004年9月11日） - 兄弟デュオの兄・高志 役 ※方言指導も担当
- 笑の大学（2004年10月30日） - 貫一 役
- 血と骨（2004年11月6日） - 鄭烈 役
- ニワトリはハダシだ（2004年11月13日） - 警官 役
- 着信アリ2（2005年2月5日） - 本宮勇作の部下 役
- カナリア（2005年3月12日）
- 村の写真集（2005年4月23日） - 宮島博 役
- 運命じゃない人（2005年7月16日） - 浅井組の組員 役
- 心中エレジー（2005年7月30日、監督：亀井亨） - 主演・田中万代 役
- あそこの席（2005年9月3日） - 市川史朗 役
- スクラップ・ヘブン（2005年10月8日）
- 誰がために（2005年10月15日、監督：日向寺太郎）
- あおげば尊し（2006年1月21日）
- 輪廻（2006年1月7日） - 助監督 役
- フラガール（2006年9月23日） - 徹 役
- 地下鉄に乗って（2006年10月21日）
- キャッチボール屋（2006年10月21日）
- 虹の女神（2006年10月28日） - 佐々木先輩 役
- ネコと金魚の恋物語（2006年12月2日、監督：瀬々敬久）※PETBOXシリーズ
- 四谷怪談（2006年 / 劇場公開：2012年7月12日） - 主演・伊橋 役
- アヒルと鴨のコインロッカー（2007年6月23日） - バスの運転手 役
- HERO（2007年9月8日） - 特捜部検事・東山克彦 役
- Sweet Rain 死神の精度（2008年3月22日）
- Beauty うつくしいもの（2008年5月10日） - 佐伯剛三郎 役
- 世界で一番美しい夜（2008年5月24日）
- おろち（2008年9月20日） - 劇中劇の男優 役
- しあわせのかおり（2008年10月12日）
- フィッシュストーリー（2009年3月20日） - 谷 役
- ヴィヨンの妻 〜桜桃とタンポポ〜（2009年10月10日）
- 銀色の雨（2009年11月28日） - 柳沢 役
- SP THE MOTION PICTURE 革命編（2011年3月12日） - テロリスト菊池 役
- レンタネコ（2012年5月12日）
- 人生、いろどり（2012年9月15日）
- よだかのほし（2012年9月22日） - 本郷ゆきお 役
- 横道世之介（2013年2月23日） - 加藤の相方 役
- るろうに剣心 京都大火編 / 伝説の最期編（2014年8月1日、9月13日） - 高野 役
- ふしぎな岬の物語（2014年10月11日）
- 悼む人（2015年2月14日、東映） - 高久保大剛 役
- くちびるに歌を（2015年2月28日）
- 人生の約束（2016年1月9日） - 風間 役
- ボクの妻と結婚してください。（2016年11月5日） - 業田豊 役
- 愚行録（2017年2月18日） - 渡辺正人 役[10]
- 話す犬を、放す（2017年3月11日、監督：熊谷まどか） - 三田大輔 役
- リトル京太の冒険（2017年4月1日、監督：大川五月） - 篤史 役
- 心に吹く風（2017年6月17日、監督：ユン・ソクホ） - 主演・リョウスケ 役
- 恋と嘘（2017年10月14日）
- 氷菓（2017年11月3日） - 千反田えるの伯父・関谷純 役
- 一礼して、キス（2017年11月11日） - 三神 要 役
- おもてなし（2018年3月3日） - 不倫相手 役
- 蝶の眠り（2018年5月12日） - こうすけ（劇中小説の男） 役 ※日韓合作
- そらのレストラン（2019年1月25日） - 朝田一行 役[11]
- 赤い雪 Red Snow（2019年2月1日、監督・脚本：甲斐さやか） - 白川博史 役
- 劇場版 おっさんずラブ 〜LOVE or DEAD〜（2019年8月23日） - 武川政宗 役[12][13]
- 蜜蜂と遠雷（2019年10月4日） - ピアノ調律師 役[14]
- いつくしみふかき（2020年2月14日）[15]
- 夏への扉 -キミのいる未来へ-（2021年6月25日） - 松下和人 役[16]
- 大怪獣のあとしまつ（2022年2月4日公開、東映 / 松竹） - 敷島 征一郎 役
- HOMESTAY（2022年2月11日）[17]
- 破戒（2022年7月8日） - 猪子蓮太郎 役[18]
- 犬も食わねどチャーリーは笑う（2022年9月23日、キノフィルムズ） - 葛城周作 役[19]
- “それ”がいる森（2022年9月30日、松竹） - 綾波武史 役[20]
- ある男（2022年11月18日） - 谷口恭一 役[21][22]
- 彼方のうた（2024年1月5日、監督：杉田協士） - 剛 役[23]
- 劇場版 アナウンサーたちの戦争（2024年8月16日） - 並河亮 役[24]
- 知らないカノジョ（2025年2月28日） - 田所哲斗 役[25]
- 少年と犬（2025年3月20日） - 鈴木 役[26][27]
- 風のマジム（2025年9月12日公開予定） - 朱鷺岡明彦 役[28]
- 消滅世界（2025年11月28日公開予定） - エデンの管理人 役[29][30]
- 劇場版「緊急取調室 THE FINAL」（2025年12月26日公開予定） - 真壁匡 役[31][32][33]

#### 短編映画
- 最も危険な刑事（デカ）まつり「行列のできる刑事」（2003年5月24日、監督：小泉徳宏） - 主演
- TWO LOVE〜二つの愛の物語〜「キャッチボール」（2005年） - 大村 役
- 雨の翼（2008年2月9日） - 紀野幸也 役
- R246 STORY「ありふれた帰省」（2008年8月23日、監督：須藤元気） - 大木 役
- 京太のおつかい（2014年、監督：大川五月） - 篤史 役
- それでもなおできることのすべてを君に（2015年12月9日発売）※back number 5th Album「シャンデリア」初回限定盤B収録
- もんちゃん（2018年2月24日、若手映画作家育成プロジェクト） - もんちゃんのパパ 役
- DECEMBER 17（2016年、監督：針生悠伺）

#### 配信映画
- 桜のような僕の恋人（2022年3月24日、Netflix） - 辻 役[34]
- クレイジークルーズ（2023年11月16日、Netflix） - 清川諒 役[35][36]

### テレビドラマ
- ハート（Heart/Hurt）（2001年9月3日 - 11月5日、NHK総合、月曜ドラマシリーズ）
- 君を見上げて 第3話・第4話（2002年3月5日・12日、NHK総合）
- アイノウタ 第6話（2002年5月12日、BS-i） - 南宏一朗 役
- 強行犯捜査第七係（2002年6月29日、NHK BShi）
- 茂七の事件簿 新ふしぎ草紙 第6話「紙吹雪」（2002年8月2日、NHK総合）
- 私立探偵濱マイク 第11話（2002年9月9日、読売テレビ）
- よど号ハイジャック事件（2002年9月23日、日本テレビ）
- ケータイ刑事 銭形愛 第8話（2002年11月24日、BS-i）
- ダブルスコア 第11話（2002年12月17日、フジテレビ）
- スカイハイ PART1 第3話（2003年1月31日、テレビ朝日）
- 横山秀夫サスペンス 密室の抜け穴（2003年5月5日、TBS） - 杉山克美 役
- 新・夜逃げ屋本舗 第4話（2003年5月7日、日本テレビ）
- ひと夏のパパへ（2003年8月27日、TBS）
- プレミアムステージ 犬神家の一族（2004年4月3日、フジテレビ） - 犬神佐智 役
- 土曜ワイド劇場（テレビ朝日）
  - 女変装捜査官（2004年7月31日） - 加山力 役
  - 殺人予告（2011年1月29日） - 相羽克彦 役
  - 救急救命士・牧田さおり9（2013年2月23日） - 小嶋義和 役
  - 救急救命士・牧田さおり10（2015年5月9日） - 小嶋義和 役
- 佐藤四姉妹（2005年5月8日、BS-i）
- こちら本池上署第5シリーズ 第8話（2005年8月1日、TBS） - 堀池琢也 役
- アウトリミット（2005年10月10日、WOWOW）
- 日本のシンドラー杉原千畝物語 六千人の命のビザ（2005年10月11日、読売テレビ）
- 逃亡者 木島丈一郎（2005年12月10日、フジテレビ） - 捜査員2 役
- ロケットボーイズ（2006年1月9日 - 3月27日、テレビ東京）
- アンフェア（2006年1月10日 - 3月21日、関西テレビ） - 平井唯人 役
- 金曜エンタテイメント 松本清張スペシャル・蒼い描点（2006年9月8日、フジテレビ） - 赤沢健二 役
- もうひとつのシュガー&スパイス 第3話・第4話（2006年9月13日、フジテレビ） - 矢口智之 役
- マエストロ（2006年9月24日、WOWOW）
- Ns'あおいスペシャル 桜川病院最悪の日（2006年9月26日、フジテレビ）
- 紅の紋章（2006年10月2日 - 12月27日、東海テレビ） - 相川洋 役
- 月曜ゴールデン（TBS）
  - 税務調査官・窓際太郎の事件簿 15（2007年1月8日） - 藤崎 役
  - 法廷サスペンスSP 4 二重裁判（2009年6月1日） - 商社マン・広瀬輝夫 役
  - 特別企画 全盲の僕が弁護士になった理由（2014年12月1日） - 安藤和哉 役
- 顔のない女（2007年1月14日、BSジャパン、1月17日、テレビ東京） - 遠山丈一郎 役
- 恋する日曜日 第3シリーズ 第3話「マネキンの恋」（2007年1月20日、BS-i）
- ハゲタカ（2007年2月17日 - 3月24日、NHK総合）
- しにがみのバラッド。 第9話「かなしみと白い優しさの果てに。girrafe tears」（2007年3月5日、テレビ東京） - 町野源 役
- 百鬼夜行抄 第6話（2007年3月10日、日本テレビ） - 黒崎 役
- 怪奇大作戦 セカンドファイル 第3話（2007年4月16日、NHK BShi）
- 駅弁刑事・神保徳之助 旅情みちのく殺人紀行（2007年4月30日、TBS） - 河原大輔 役
- 海峡（2007年11月17日、23日、24日、NHK総合） - 朴俊仁（木戸俊二） 役 （準主演）
- あしたの、喜多善男〜世界一不運な男の、奇跡の11日間〜（2008年1月8日 - 3月18日、関西テレビ） - 丸山 役
- トリハダ3〜夜ふかしのあなたにゾクッとする話を 第六話「常軌を逸した非常の結末」（2008年4月2日、フジテレビ）
- 花衣夢衣（2008年3月31日 - 6月27日、東海テレビ） - 羽嶋将士 役（準主演）
- モンスターペアレント （2008年7月1日 - 9月9日、関西テレビ） - 加藤和臣 役
- 世にも奇妙な物語 秋の特別編「行列のできる刑事」（2008年9月23日、フジテレビ）
- 恋うたドラマSP・「竹内まりや・純愛ラプソティー」（2008年10月8日、TBS）
- 相棒 season7 第3話「沈黙のカナリア」（2008年11月5日、テレビ朝日 / 東映） - 公設秘書・松岡京介 役
- チーム・バチスタの栄光 第5話・第7話・第9話（2008年10月14日 - 12月23日、関西テレビ） - 青木一志 役
- トライアングル（2009年1月6日 - 3月17日、関西テレビ） - 志摩野の使いの者 秘書 室井 役
- 妄想姉妹〜文學という名のもとに〜 第3話（2009年1月31日、日本テレビ） - 作家 役
- 帰ってこさせられた33分探偵 第13話（2009年4月18日、フジテレビ） - 演歌歌手・神崎誠二 役
- 婚カツ! 第4話（2009年5月11日、フジテレビ） - 鈴元 役
- 白洲次郎 第3回「ラスプーチンの涙」（2009年9月23日、NHK総合） - 新聞記者・本多誠二 役
- 大河ドラマ（NHK総合）
  - 天地人 第32回・第33回（2009年8月9日・16日） - 豊臣秀次 役
  - 軍師官兵衛 第9回・第10回・第15回・第18回・第24回（2014年1月5日 - 12月21日） - 顕如 役
  - 麒麟がくる 第5回 - 最終回（2020年2月16日 - 2021年2月7日） - 細川藤孝 役[37]
  - べらぼう〜蔦重栄華乃夢噺〜（2025年1月5日 - ） - 徳川家治 役[38]
- チーム・バチスタ第2弾 ナイチンゲールの沈黙（2009年10月9日、関西テレビ） - 青木一志 役
- ライアーゲーム シーズン2（2009年11月10日 - 2010年1月19日、フジテレビ） - 菊地翔 役
- 金曜プレステージ（フジテレビ）
  - 内田康夫旅情サスペンス 岡部警部シリーズ 4 シーラカンス殺人事件（2009年11月27日） - 新聞記者・一条秀夫 役
  - 監察医七浦小夜子・法医学者の事件プロファイル（2011年4月22日） - 佐野真人 役
  - 11文字の殺人（2011年6月10日） - 篠原功一 役
  - 魔術はささやく（2011年9月9日） - 田沢 賢一 役
  - 警部補・佐々木丈太郎 4（2011年11月25日） - 浜田功 役
  - 事件屋稼業（2013年5月17日） - 水野真一 役
- 連続テレビ小説（NHK総合）
  - ゲゲゲの女房 第85話以降（2010年3月29日 - 9月25日） - 編集長・豊川悟 役
  - 半分、青い。 第9話・第10話（2018年4月11日・12日） - 医師 役
- 大魔神カノン（2010年4月2日 - 10月1日、テレビ東京） - タイヘイ 役
- わが家の歴史（2010年4月9日、10日、11日、フジテレビ） - バーテンダー 役
- 逃亡弁護士 最終話（2010年9月14日、関西テレビ） - 尾崎検察官 役
- なぜ君は絶望と闘えたのか（2010年9月25日・26日、WOWOW） - 町田道彦 役 （準主演）
- フリーター、家を買う。 第3話以降（2010年10月19日 - 12月21日、フジテレビ） - 山賀亮介 役
  - フリーター、家を買う。スペシャル（2011年10月4日、フジテレビ） - 山賀亮介 役
- モリのアサガオ 第7話「新人刑務官の父の死刑囚!!」（2010年11月29日、テレビ東京） - 山本憲人 役
- 私が初めて創ったドラマ 第17回「リボルバーズ」（2011年2月4日、NHK BShi） - 嶋田 役
- シリーズ激動の昭和 総理の密使〜核密約42年目の真実〜（2011年2月21日、TBS） - 谷内正太郎（後の外務事務次官） 役
- 実録ドラマ グリコ・森永事件（2011年3月、NHK BShi） - 辻特殊班係長（大阪府警捜査一課）
- JIN-仁- 第4話・第8話・第9話（2011年5月8日、6月5日、12日、TBS） - 大久保一蔵 役
- 世にも奇妙な物語 21世紀 21年目の特別編「缶けり」（2011年5月14日、フジテレビ） - 八木進 役
- 下流の宴 第3話以降（2011年5月31日 - 7月19日、NHK総合） - 北沢玲一 役
- NHKスペシャル （NHK総合）
  - 未解決事件 file.01「グリコ・森永事件」（2011年7月29日・30日） - 辻特殊班係長（大阪府警捜査一課） 役
  - 未解決事件 file.05「ロッキード事件」（2016年7月23日・24日） - NHK社会部 記者（吉永番）伊達孝雄 役
- 下町ロケット（2011年8月21日 - 9月18日、WOWOW） - 富山敬治 役
- 新・警視庁捜査一課9係 season3 最終話「最期の銃弾」（2011年9月14日、テレビ朝日 / 東映） - 一条守 役
- HUNTER〜その女たち、賞金稼ぎ〜 第1話 - 第3話（2011年10月11日 - 25日、関西テレビ） - 和久井真平 役
- 科捜研の女 第11シリーズ ep.7（2011年12月1日、テレビ朝日） - 柴崎修 役
- 忠臣蔵〜その義その愛（2012年1月2日、テレビ東京） - 大高源吾 役
- 運命の人 第6話 - 第8話・最終話（2012年2月19日、26日、3月4日、18日、TBS） - 松中雄也 役
- ステップファザー・ステップ 第5話・第9話 - 最終話（2012年2月6日、3月5日 - 19日、TBS） - 久島啓一 役
- 13歳のハローワーク 第6話（2012年2月17日、テレビ朝日） - 猛 役
- 家族八景 第5話（2012年2月16日、毎日放送） - 根岸新三 役
- 向田邦子 イノセント 第2話 きんぎょの夢（2012年3月31日、WOWOW） - 常連客 役
- Friend-Ship Project〜タクのタクシー〜（2012年3月31日、テレビ東京） - 山中 役
- 水曜ミステリー9（テレビ東京）
  - 偽証法廷（2012年4月4日） - 万城目邦彦 役
  - 検事・沢木正夫2（2014年12月24日） - 柳田節雄 役
  - 警視庁特命刑事☆二人2（2017年1月25日） - 柳瀬信也 役
- Answer〜警視庁検証捜査官（2012年4月18日 - 6月13日、テレビ朝日） - 幸村勇 役
- 遺留捜査シリーズ （2012年 - 2015年、テレビ朝日） - 遠山修介 役
  - 第2シリーズ（2012年7月12日 - 9月6日）
  - 第3シリーズ（2013年4月17日 - 6月12日）
  - スペシャル（2013年11月10日、2014年8月9日、10月19日、2015年5月17日）
- ABUアジア子どもドラマシリーズ（日本）「ヒカルの掃除」（2012年8月1日、NHK Eテレ）
- 花の冠（2012年9月14日、テレビ朝日） - 大庭一郎 役
- 尾根のかなたに〜父と息子の日航機墜落事故〜（2012年10月7日 - 10月14日、WOWOW）
- 結婚しない 第4話（2012年11月1日、フジテレビ） - 工藤遼平 役
- ゴーイング マイ ホーム 第4話・第5話・第7話（2012年11月6日、13日、27日、関西テレビ） - 中津和哉 役
- MONSTERS 第6話（2012年11月25日、TBS） - 香川修一 役
- 孤独のグルメ Season2 第12話（2012年12月26日、テレビ東京）- マスター 役
- あぽやん〜走る国際空港（2013年1月17日 - 3月21日、TBS） - 田波浩一 役
- カウンターのふたり シーズン2 第13話「もうひとつの人生」（2013年1月25日、TwellV） - 前田慎平 役
- 終電バイバイ 第7話（2013年2月25日、TBS） - 椎田 役
- DOCTORS〜最強の名医〜（2013年6月1日、テレビ朝日） - 雪村謙一 役
- 七つの会議（2013年7月13日 - 8月3日、NHK総合） - 坂戸宣彦 役
- ショムニ2013 第2話（2013年7月17日、フジテレビ） - 坂巻 役
- 神様のベレー帽〜手塚治虫のブラック・ジャック創作秘話〜（2013年9月24日、関西テレビ） - 梅谷 幸隆（マネージャー） 役
- クロコーチ（2013年10月11日 - 12月13日、TBS） - 城尾平蔵 役
- 変身インタビュアーの憂鬱（2013年10月21日 - 12月23日、TBS） - 甘粕真一 役
- ノーコン・キッド 〜ぼくらのゲーム史〜 第8話（2013年11月22日、テレビ東京） - リーマン 役
- 花咲くあした（2014年1月5日 - 2月23日、NHK BSプレミアム） - 花咲大 役[39][40]
- 緊急取調室（テレビ朝日）
  - シーズン1（2014年1月9日 - 3月13日） - 真壁匡 役
  - シーズン2 第8話・最終話（2017年6月8日、15日） - 峰岸充彦 役
- 失恋ショコラティエ（2014年1月13日 - 3月24日、フジテレビ） - 吉岡幸彦役
- マルホの女〜保険犯罪調査員〜（2014年4月11日 - 6月13日、テレビ東京） - 御木宗一郎 役
- アリスの棘（2014年4月11日 - 6月13日、TBS） - 小山内孝夫 役
- 同窓生〜人は、三度、恋をする〜 第6話・第7話（2014年8月14日・21日、TBS） - 森川 役
- 罪人の嘘（2014年8月31日 - 9月28日、WOWOW） - 久保耀司 役
- ST 赤と白の捜査ファイル 第9話（2014年9月10日、日本テレビ） - 氷川涼介 役
- マザーズ（2014年10月18日、中京テレビ） - 澤井高志 役
- シンデレラデート（2014年11月3日 - 12月26日、東海テレビ） - 結城涼太 役[41]
- 深夜食堂3 第5話（2014年11月19日、毎日放送） - 志賀 役
- まっしろ（2015年1月13日 - 3月17日、TBS） - 大江淳平 役
- 赤と黒のゲキジョー 黒い看護婦（2015年2月13日、フジテレビ） - 岩田 役
- クロハ 〜機捜の女性捜査官〜（2015年2月22日、テレビ朝日） - 神崎修 役
- ようこそ、わが家へ（2015年4月13日 - 6月15日、フジテレビ） - 波戸清治 役
- かぶき者 慶次（2015年4月9日 - 6月18日、NHK総合） - 石田三成 役
- 刑事7人 第4話（2015年8月5日、テレビ朝日） - 高杉賢吾 役
- 京都人の密かな愉しみ 夏 木屋町 珈琲夢譚（2015年8月15日、NHK BSプレミアム）
- それでも僕は君が好き（2015年9月28日 - 10月1日、フジテレビ） - 祐輔の父 役[42]
- 郷土の偉人シリーズ 長野濬平〜近代養蚕業の開祖〜（2015年11月1日、テレビ熊本） - 速水堅曹 役
- 仮カレ（2015年11月3日 - 12月22日、NHK BSプレミアム） - 日下部仁 役[43]
- 山形発地域ドラマ 私の青おに（2015年11月18日、NHK BSプレミアム） - 結城一也 役[44]
- 別れたら好きな人 第39話（2015年11月20日、東海テレビ） - 結城涼太 役
- このミステリーがすごい! ベストセラー作家からの挑戦状「冬、来たる」（2015年11月30日、TBS） - 博 役
- スペシャリスト 第4話（2016年2月4日、テレビ朝日） - 矢橋宗一 役
- 実録ドラマスペシャル 女の犯罪ミステリー福田和子 整形逃亡15年（2016年3月17日、テレビ朝日） - 五十嵐忠 役
- 僕のヤバイ妻（2016年4月19日 - 6月14日、関西テレビ・フジテレビ） - 緒方彰吾 役[45]
- 模倣犯（2016年9月21日・22日、テレビ東京） - 秋津信吾 役
- 狙撃（2016年10月2日、テレビ朝日） - 斉木優也 役[46]
- コールドケース 〜真実の扉〜 第8話（2016年12月10日、WOWOW） - 三島武司 役
- お母さん、娘をやめていいですか?（2017年1月13日 - 3月3日、NHK総合） - 太田和幸 役
- 視覚探偵 日暮旅人 第3話・第6話（2017年2月5日・26日、日本テレビ） - 雪路勝彦 役
- 感情8号線 第4話 - 第6話（2017年2月5日 - 19日、フジテレビTWO） - 坂本 役
- バイプレイヤーズ 〜もしも6人の名脇役がシェアハウスで暮らしたら〜 第6話（2017年2月18日、テレビ東京） - 本人 役
- 現ナマ弁護士（2017年3月5日、テレビ東京） - 加賀谷秀人 役
- 十九歳（2017年3月27日 - 31日、フジテレビTWO ／フジテレビTWOsmart、4月5日、フジテレビ） - 青馬昇 役
- CRISIS 公安機動捜査隊特捜班 第1話・第2話・第8話（2017年4月11日・18日・5月30日、関西テレビ・フジテレビ）- 林智史 役
- 立花登青春手控え2 第5回（2017年5月5日、NHK BSプレミアム） - 市次郎 役
- ウチの夫は仕事ができない 第1話（2017年7月8日、日本テレビ） - 宮坂徹 役
- セシルのもくろみ 第1話 - 第4話（2017年7月13日 - 8月3日、フジテレビ） - 石井修也 役
- プラージュ（2017年8月12日 - 9月9日、WOWOW） - 野口彰 役[47]
- ハロー張りネズミ 最終話（2017年9月15日、TBS） - 小栗上野介 役
- アカギ「竜崎・矢木編 ／市川編」（2017年10月13日 - 11月10日、BSスカパー!） - 矢木圭次 役
- 東野圭吾「片想い」 第2話・第3話（2017年10月28日・11月4日、WOWOW） - 広川幸夫 役
- 隣の家族は青く見える（2018年1月18日 - 3月22日、フジテレビ） - 広瀬渉 役
- PTAグランパ2!（2018年4月8日 - 5月27日、NHK BSプレミアム） - 瀬古圭太郎 役[48]
- おっさんずラブ（テレビ朝日） - 武川政宗 役
  - おっさんずラブ（2018年4月21日 - 6月2日）
  - おっさんずラブ -リターンズ-（2024年1月5日 - 3月1日）[49]
- ダブル・ファンタジー（2018年6月16日 - 7月14日、WOWOW） - 高遠省吾 役
- 駐在刑事 Season2（2018年10月19日 - 12月7日、テレビ東京） - 小宮山勇人 役[50]
- 僕とシッポと神楽坂（2018年10月12日 - 11月30日、テレビ朝日） - 加瀬佑（トキワの夫） 役
- スーパープレミアム「カラスになったおれは地上の世界を見おろした。」（2018年11月10日、NHK BSプレミアム） - 主演・坂口雅彦 役
- サイレント・ヴォイス 行動心理捜査官・楯岡絵麻 第7話（2018年11月24日、BSテレ東） - 木谷徹 役
- 東野圭吾 手紙（2018年12月19日、テレビ東京） - 町谷健二 役[51]
- 満島ひかり×江戸川乱歩「お勢登場」（2018年12月30日、NHK BSプレミアム） - ナレーション
- パーフェクトクライム（2019年1月20日 - 3月24日、朝日放送テレビ） - 冬木拓馬 役
- 盗まれた顔 〜ミアタリ捜査班〜 最終話（2019年2月2日、WOWOW） - 大牟田 役
- スパイラル〜町工場の奇跡〜（2019年4月15日 - 6月3日、テレビ東京） - 村尾浩一 役[52]
- 坂の途中の家（2019年4月27日 - 6月1日、WOWOW） - 安藤寿士 役[53]
- 偽装不倫 第4話 - 最終話（2019年7月31日 - 9月11日、日本テレビ） - 一之瀬隆美 役[54]
- サウナーマン〜汗か涙かわからない〜（2019年8月26日 - 11月11日、朝日放送テレビ） - 主演・黒柳ヨシトモ 役[55]
- サギデカ（2019年8月31日 - 9月28日、NHK総合） - 森安真吾 役[56]
- LINEの答えあわせ〜男と女の勘違い〜（2020年2月2日 - 4月5日、読売テレビ） - 徳川良正 役[57]
- あと3回、君に会える（2020年3月31日、関西テレビ）[58]
- スイッチ（2020年6月21日、テレビ朝日） - 鈴木貴司 役[59]
- おじさんはカワイイものがお好き。（2020年8月13日 - 9月10日、読売テレビ・日本テレビ） - 主演・小路三貴 役[60]
- 極主夫道 第10話（2020年12月13日、読売テレビ・日本テレビ） - 川谷医師 役
- にじいろカルテ（2021年1月21日 - 3月18日、テレビ朝日） - 橙田晴信 役[61]
- きよしこ（2021年3月20日、NHK総合） - 白石賢一 役[62]
- ハクタカ 白鷹雨音の捜査ファイル（2021年3月22日、テレビ東京） - 草野誠也 役[63]
- 密告はうたう 警視庁監察ファイル（WOWOW） - 北澤勝俊 役
  - 密告はうたう 警視庁監察ファイル（2021年8月22日 - 9月26日）[64][65]
  - 密告はうたう2 警視庁監察ファイル（2024年8月11日 - 9月29日）[66]
- ラジエーションハウスⅡ〜放射線科の診断レポート〜 第2話（2021年10月11日、フジテレビ） - 速川一郎 役[67]
- 雨の日（2021年11月3日、NHK総合） - 山村誠一 役[68]
- ＃居酒屋新幹線（毎日放送・TBS《第8話まで》/ チャンネル銀河 《全12話》） - 主演・高宮進 役
  - シーズン1（2021年12月15日（14日深夜） - 2022年2月9日（8日深夜） / 2022年2月5日 - 26日）[69][70]
  - シーズン2（2024年1月10日（9日深夜） - 2月28日(27日深夜） / 2024年2月10日 - 3月16日《全12話》）[71]
- ケイ×ヤク -あぶない相棒-（2022年1月13日 - 3月17日、読売テレビ制作・日本テレビ系） - 野々村和彦 役
- 旅屋おかえり「秋田編」（2022年1月25日 - 26日、NHK BSプレミアム） - 玉田大志 役
- 海の見える理髪店 （2022年3月31日、NHK BS8K / 5月8日、NHK BSプレミアム） -  同僚の男 役
- 汝の名（2022年4月6日 - 5月25日、テレビ東京） - 河島宏治 役[72]
- モトカレ←リトライ（2022年4月7日 - 5月26日、テレビ神奈川 他） - 羽木昌 役[73]
- 純愛ディソナンス（2022年7月14日 - 28日・9月8日 - 22日、フジテレビ）　- 加賀美理 役[74][75]
- パパとムスメの7日間（2022年7月27日 - 9月14日、TBS） - 川原恭一郎 役[76][77][78][79]
- 鵜頭川村事件（2022年8月28日 - 10月2日、WOWOW） - 金井誠 役[80]
- さよならの向う側 第2話（2022年9月29日、日本テレビ） - 山脇浩一 役[81]
- 大奥「3代・徳川家光×万里小路有功 編」（2023年1月17日	 - 2月7日、NHK総合） - 稲葉正勝 役[82]
- しょうもない僕らの恋愛論（2023年1月19日 - 3月23日、読売テレビ・日本テレビ） - 主演・筒見拓郎 役[83]
- Dr.チョコレート 第3話 - 第5話・第7話 - 最終話（2023年5月6日 - 20日・6月3日 - 24日、日本テレビ） - 北澤司郎 役[84]
- 全ラ飯 第7話（2023年5月25日、関西テレビ）[85]
- 合理的にあり得ない 〜探偵・上水流涼子の解明〜 第8話（2023年6月5日、関西テレビ・フジテレビ） - 新藤達也 役
- ハレーションラブ（2023年8月5日 - 9月30日、テレビ朝日） - 浅海恭介 役[86]
- NHKスペシャル「アナウンサーたちの戦争」（2023年8月14日、NHK総合） - 並河亮 役
- 磯部磯兵衛物語〜浮世はつらいよ〜 第10話（2024年8月14日、WOWOW） - 大人になった磯兵衛? 役[87]
- ROOM〜史上最悪の一期一会（2024年8月27日 - 9月24日 、BS-TBS・BS-TBS 4K） - 主演・南条オサム 役[88]
- 団地のふたり 第7話（2024年10月13日、NHK BS・BSプレミアム4K） - 中澤暖 役[89]
- 秘密〜THE TOP SECRET〜（2025年1月20日　- 4月7日、関西テレビ・フジテレビ） - 瀧本幹生 役[90]
- ホットスポット 第5話・第7話（2025年2月9日・23日、日本テレビ） - 新座良幸 役[91]
- PJ 〜航空救難団〜（2025年4月24日 - 6月19日、テレビ朝日） - 大山順一 役[92]
- 大追跡〜警視庁SSBC強行犯係〜 第5話（2025年8月6日、テレビ朝日） - 倉田一郎 役[93]

### 配信ドラマ
- 東京女子図鑑 第5話・第6話（2017年1月20日配信開始、Amazon  Prime Video） - 銀座の呉服店の若旦那・幸和 役
- 太陽の法廷 〜不戦弁護士・麹谷陽太〜（2017年3月24日・31日、hulu） - 平山俊裕 役
- 僕だけがいない街（2017年12月15日配信開始 、Netflix） - 澤田真 役
- SICK'S 恕乃抄 〜内閣情報調査室特務事項専従係事件簿〜（2018年4月配信、Paravi） - 板谷啓 役[94]
- 田中圭24時間テレビ（2018年12月15日 - 12月16日、AbemaSPECIAL2） - 配達員 役[95][96]
- FOLLOWERS（2020年2月27日配信開始 、Netflix） - 和田博嗣 役[97]
- 東京ラブストーリー（2020年4月29日 - 6月3日、フジテレビオンデマンド／Amazon Prime Video） - 和賀夏樹 役[98]
- 金魚妻（2022年2月14日配信開始 、Netflix） - 馬場 / 田口卓三 役[99]
- モトカレ←リトライ ~カノジョが知らない僕たちの本音~（2022年5月27日・6月3日、dTV） - 羽木昌 役[100]
- 僕の手を売ります（2023年10月27日、フジテレビオンデマンド・Amazon Prime Video）[101]
- おっさんずラブ‐リターンズ‐ スピンオフドラマ 禁断のグータンヌーボ（2024年3月2日 - 9日、TELASA） - 武川政宗 役[102]
- 恋愛バトルロワイヤル（2024年8月29日 - 、Netflix）[103]
- ドンケツ（2025年4月25日 - 、DMM TV） - 村松春樹 役[104]

### 舞台
- ボクの妻と結婚してください。（2014年、天王洲 銀河劇場） - 伊藤正蔵 役
- 海の夫人（2015年5月13日 - 31日、新国立劇場小劇場 / 6月6日、兵庫県立芸術文化センター阪急中ホール）
- 現代能楽集VIII『道玄坂綺譚』（2015年11月8日 - 21日、世田谷パブリックシアター）
- M&Oplaysプロデュース
  - 『家族の基礎 〜大道寺家の人々〜』（2016年9月6日 - 28日、Bunkamuraシアターコクーン ※10月、地方公演あり）
  - 『鎌塚氏、腹におさめる』（2017年8月5日 - 27日、本多劇場 ※8月 - 9月、地方公演あり）
  - 『クランク・イン!』（2022年10月7日 - 30日、本多劇場ほか） - 主演・並木顕之 役[105]
- 二兎社『ザ・空気 ver.2 誰も書いてはならぬ』（2018年6月23日 - 7月16日、東京芸術劇場 シアターイースト ※6月 - 9月、地方公演あり） - 及川悠紀夫 役[106]
- CHIMERICA チャイメリカ（2019年2月6日 - 24日、世田谷パブリックシアター ※2月26日 - 3月10日、地方公演あり） - ヂァン・ウェイ 役[107]
- 月の獣（2019年12月7日 - 23日、紀伊國屋ホール ※12月25日 - 29日、地方公演あり） - 主演・アラム 役[108][109]
- 朗読劇『日の名残り』（2020年9月30日 - 10月4日、あうるすぽっと ※10月6日 - 11日、地方公演あり） - 執事 スティーブンス 役
- 「My Boy Jack」(2023年10月7日 - 22日、紀伊國屋サザンシアター TAKASHIMAYA、地方公演あり)　- 主演・ラドヤード・キプリング 役
- ポート・オーソリティ-港湾局-（2024年3月28日 - 31日、シアタートラム）[110]
- 木ノ下歌舞伎『三人吉三廓初買』（2024年9月15日 - 29日、東京芸術劇場 プレイハウス / 10月5日・6日、まつもと市民芸術館 主ホール / 10月13日、三重県文化会館 中ホール / 10月19日・20日、兵庫県立芸術文化センター 阪急中ホール） - 木屋文里（文蔵） / 長沼六郎 役[111][112]

### オリジナルビデオ
- 大脱獄（2002年、監督：光石冨士朗） - 刑務官
- 真・雀鬼 シリーズ（1998年 - 2004年） - 中原誠也 役
  - 真・雀鬼11 奪われた死闘 片腕の代走屋（2002年5月）
  - 真・雀鬼12 卓上の反逆者たち（2002年8月）
  - 真・雀鬼17 魂を受け継ぐ者（2003年11月）
  - 真・雀鬼18 死神と呼ばれた男（2004年2月）
- 超極道（2002年、監督：瀬々敬久） - 冨樫組竜王会組員 役
- DEATH FILE（2006年、監督：福田陽平）
  - DEATH FILE2（2006年）

### ラジオドラマ
- 青春アドベンチャー（NHK-FM）
  - ネガティブハッピー・チェーンソーエッヂ（2002年4月1日 - 12日） - 能登弘一 役[113]
  - 秘密の花園（2014年2月24日 - 28日）[114]
- FMシアター（NHK-FM）
  - 父さんの花笠（2008年8月23日）[115]
  - 黒潮の流れのままに（2011年2月19日）[116]
  - 迷走（2015年1月24日） - 増原医師 役[117]
  - 土の記憶（2022年4月9日） - 荒屋敷先生 役[118]
- SOUNDS OF STORY〜ASADA JIRO LIBRARY〜「遠別離」（2015年2月28日、J-WAVE） - 矢野二等兵 役[119]

### WEBアニメ
- 実験都市DIVER CITY（2020年） - マーシー 役[120]

### オーディオブック
- Audible『最後に手にしたいもの』（著者：吉田修一、木楽舎、2017年12月15日配信開始） - ナレーター

### その他のテレビ番組
- 今夜はなまらナイト（NHK山形） ※2008年以降随時出演
- 時代劇法廷（2011年10月10日、時代劇専門チャンネル） - 町奉行・大岡忠相 役
- 遠くへ行きたい（読売テレビ）
  - 第2245回 会津 雪国の春 福島県喜多方〜奥会津（2015年3月1日）
  - 第2393回 ふるさと再発見！雪国の華 山形 米沢〜尾花沢（2018年2月4日）
  - 第2431回 見ごろ食べごろ 常陸の国へ！ 茨城 石岡〜常陸太田（2018年11月4日）
  - 第2465回 大自然と遊ぶ！とって隠岐（おき）の夏 島根 隠岐島（2019年7月7日）
  - 第2495回 早春の瀬戸内！城下町を丸かじり 山口 岩国～柳井（2020年2月9日）
  - 第2514回 いつかまた行きたい！ 旅の思い出くらべSP（2020年6月21日）
  - 第2571回 大自然の恵み エネルギッシュ島原 長崎県 雲仙～島原（2021年8月8日）
  - 第2605回 「海から山へ！ ハイカラレトロな町めぐり！」 ―兵庫 神戸―（2022年4月17日）
  - 第2658回 「春らんまん 大人の休日 癒やし旅」 ―岐阜・海津市〜揖斐川町―（2023年5月7日）
  - 第2723回 熱いぜ鹿児島！“うまいもん”をめぐる旅. 鹿児島市～指宿市（2024年8月25日）
- 大人のためのサイエンスファンタジー「トナリのウチュウ」（2015年10月17日、NHK BSプレミアム）
- 歴史秘話ヒストリア スペシャル episode2「よく学び よくまねろ!?」（2015年12月30日、NHK総合） - 我孫子武 役
- 林修の歴史ミステリー 徳川家260年最大の謎　隠された財宝3000億円徹底解明スペシャル（2016年12月21日、TBS） - 小栗上野介 役
- ニッポン印象派「青の世界」（2017年11月11日、NHK BSプレミアム） - ナレーション
- 世界ふれあい街歩き ドラマチック「ベネチア　伝説の迷宮」（2018年8月4日、NHK BSプレミアム） - 声
- ザ・ノンフィクション（フジテレビ） - ナレーション
  - 「仕事も恋も30代」日中共同制作第4弾（2018年8月19日）
  - 「占う男と占われる女」（2019年2月17日）
- やままる（2019年2月12日、NHK山形）
- ターシャ・テューダーの森から「ひ孫たちの秋そして冬」（2019年2月13日、NHK BSプレミアム） - ナレーション
- おやすみ王子 第1話「ポケット」・「特別版」（2019年2月16日・3月18日、NHK Eテレ） - 眞島店長 役[121]
- 空からクルージング「シチリア一周の旅 三千年の時空を超えて」（2019年2月17日、NHK BSプレミアム） - ナレーション
- テレメンタリー2019「軍事機密の沈没船」（2019年8月11日、テレビ朝日） - 語り
- 日経スペシャル ガイアの夜明け（2020年1月7日 - 、テレビ東京） - 3代目ナレーター[122]
- 究極ガイドTV 2時間でまわる高野山（2020年2月16日、NHK BS8K） - ナレーション
- 人間の履歴書 -歯が語る 生きた証-（2020年3月28日、BS12） - ナレーション[123]
- 最後の米沢藩主 上杉茂憲（2020年4月22日、山形テレビ） - 番組ナビゲーター[124]
- テレメンタリー2020「新しい日常と生きていく」（2020年12月30日、テレビ朝日） - ナレーション
- 消えた戦国の城 弐ノ巻〜黄金伝説 白川郷の秘めごと〜（2021年5月29日、テレビ愛知） - ナレーター[125]
- アッ!とメディア〜@media〜[注 1]（2021年8月10日 - 、NHK Eテレ） - トシヤ先生 役[126][127]
- 奇跡の宮殿 フォンテーヌブロー 王と王妃の”美の館”（2021年10月9日、NHK BSプレミアム・BS4K） - ナレーション
- コズミック フロント「江戸のダ・ヴィンチ　国友一貫斎」(2021年11月18日、 NHK総合) - 国友一貫斎 役
- 歴史探偵「江戸の天才たち」（2021年11月24日、NHK総合） - 国友一貫斎 役

### PV
- 浜田省吾「I am a father」（2005年）
- KEIKO LEE「The Golden Rule」（2019年）

### CM・広告
- 小林住宅
- au
- ヤクルト
- ツムラ 「漢方薬イメチェン運動」（2004年4月 - ）
- 味の素 ほんだし - くればやしゆう 役 ※宮沢りえと共演
- トヨタグループ
  - トヨタ自動車 「パッソ」『おおざっぱ』篇（2007年1月） ※加藤ローサと共演
  - トヨタホーム ずっと、ここが、我が家。「夫」篇（2015年） ※「妻」篇はナレーションのみ
- NAVITIME（2008年 - ）
- 日本コカ・コーラ「ジョージア」
  - 「会議」篇 - 吉田さん（2008年2月 - 5月）
  - 「天国のおばあちゃん」篇（2008年5月 - ）
- パイロットコーポレーション 「ボードマスター」『窓ふき』篇（2008年 - ）
- 集英社文庫 2008夏の一冊 WebドラマCM（2008年）
- エスエス製薬 「エスタックイブ・新エスタックイブエース」『ひきはじめ』篇 （2009年）
- ガリバー 2位じゃダメなんです！（2011年）
- キリンビール『のどごし生』 （2012年 - ） ※京野ことみと夫婦役共演
- パナホーム 「家族の絆」篇 （2013年）
- アサヒ飲料 グランドワンダ「リフレッシュ」篇 （2015年）
- Honda「VEZEL」
  - 「世界ヴェゼル」編（2016年9月・ナレーション）
  - 「もうひとつの日常へ」篇（2018年2月・ナレーション）
  - 「VEZEL TOURING」編（2019年1月・ナレーション）
  - 「PLAY VEZEL 昼夜」編（2019年11月・ナレーション）
- ブリヂストン『タイヤ館』（2018年） ※矢本悠馬と共演[128]
  - 「スタッドレスタイヤこそタイヤ館」篇
  - 「スタッドレスタイヤを買うならタイヤ館」篇
  - 「タイヤ選びでドライブ快適！」篇
- イオンリテール「にぎわい東北」（2019年） ※にぎわい東北アンバサダー[129]
  - 「東北地区限定｜にぎわい東北」（2019年3月 - ）
  - 「東北地区限定｜にぎわいニュース【NGW】サバ篇」（2019年3月 - ） - キャスター 役
- オールド・パー×読売新聞「オールド・パー」『ロック編』『ハイボール篇』（2021年11月 - ）[130]
- 大塚製薬「賢者の食卓」
  - 「食卓刑事 町中華」編（2022年11月22日 - ） - 刑事 役 ※中島健と共演[131]
  - 「食卓刑事 ごほうびランチ」編（2023年10月23日 - ）- 刑事 役 ※岡崎紗絵と共演
- ビューカード（2023年）※山田杏奈と共演[132]

### その他
- 山形県警察 重点施策広報動画（2020年4月24日 - ） ※山形県警察本部広報相談課 公式YouTubeチャンネルにて動画配信[133]
  - 「災害時における早期避難」
  - 「特殊詐欺対策」
  - 「無施錠対策」
  - 「やまがた110ネットワーク」
  - 「夜行反射材の活用」

## 書籍

### 写真集
- ファースト写真集「MH」（2019年9月7日、ワニブックス、ISBN 978-4-8470-8229-0）[134][135]
- 眞島秀和PHOTO BOOK Home（2022年4月25日、トゥーヴァージンズ、ISBN 978-4-910352-17-6）